# Dino Andrade
Dino S. Andrade (né le 16 septembre 1963) est un acteur américain dans les jeux vidéo et les projets d'animation. Il mène une double carrière en tant qu'acteur et créateur, propriétaire et exploitant du site web de rencontres/communauté SoulGeek.com.

## Biographie

### Jeunesse
Andrade est née de parents mexicains. Il est le fils aîné de José Roberto Andrade (1924-2000) et de Gloria Esther Andrade (1924-1997). Son père servait dans l'armée de l'air américaine au moment de la naissance de Dino. La famille a déménagé à la base aérienne McGuire dans le New Jersey où Dino a passé les cinq premières années de sa vie avant que son père ne quitte les forces armées et que la famille ne retourne en Californie. Andrade a une sœur, Sabrina, née six ans plus tard jour pour jour, le 16 septembre 1969. Il dit que son amour pour tout ce qui concerne la science-fiction, l'horreur et la fantasy est éternel et dans son sang. Il aurait déclaré : « J'étais ce type en cours de théâtre qui, pendant que tout le monde lisait Mamet et O'Neill, je lisais les bandes dessinées de Batman », attribuant ainsi son amour de l'animation et de la narration graphique au fait que sa carrière dans les voix soit devenue la choix naturel pour lui.

### Carrière
Andrade a commencé comme acteur sur scène et dans l'improvisation comique, après avoir été formé aux Groundlings par les acteurs Mindy Sterling et Julia Sweeney. Il prête pour la première fois sa voix dans une production orsqu'il conduit un ami et collègue acteur à une audition pour faire une boucle d'arrière-plan sur le long métrage de 1985 School Girls, mettant en scène Sarah Jessica Parker et Helen Hunt, alors inconnues. On lui a demandé s'il souhaitait également auditionner et il a été embauché pour le film. À partir de là, il a été recommandé au réalisateur Steve Miner qui effectuait la post-production du film d'horreur/comédie House, avec William Katt, George Wendt et Richard Moll. Bien qu'il ne soit pas crédité dans la version finale, Andrade a été embauché pour faire les sons des créatures des démons qui kidnappent un enfant que le personnage de Katt doit sauver. Il a continué à prêter sa voix à des personnages et à jouer en général jusqu'au début des années 1990, lorsqu'il a quitté le métier pour se lancer dans la réalisation de films indépendants. Vers 2002, Andrade est revenu au métier d'acteur en prêtant principalement sa voix à des personnages.

### Vie privée
Andrade était marié à la comédienne  Mary Kay Bergman jusqu'à son suicide dû à sa lutte contre une maladie mentale. Andrade est devenu actif dans la sensibilisation à la santé mentale et prévoit de lancer un programme de sensibilisation à la santé mentale destiné aux artistes. Depuis, il s'est remarié et a un enfant avec son épouse.

## Filmographie

### Jeux vidéo
- World of Warcraft
- World of Warcraft: The Burning Crusade
- World of Warcraft: Wrath of the Lich King
- World of Warcraft: Cataclysm
- World of Warcraft: Mists of Pandaria
- World of Warcraft: Warlords of Draenor
- World of Warcraft: Legion
- World of Warcraft: Battle for Azeroth
- World of Warcraft: Shadowlands
- Sengoku Basara: Samurai Heroes
- Brütal Legend
- Batman: Arkham Asylum
- Tales of Vesperia
- Guitar Hero: On Tour
- Call of Duty : Les Chemins de la victoire
- Batman: Arkham Underworld
- Prey
- Shenmue III
- Trials of Mana
- Deadly Premonition 2: A Blessing in Disguise
- Minecraft Legends

### Animation
- Saint Tail
- Ghost in the Shell: Stand Alone Complex
- Wolf's Rain
- Hellsing
- Revisioned: Tomb Raider
- Sammy 2[5]
- Princesse Sofia[5]
- Shimmer et Shine[5]
- Bugs ! Une production Looney Tunes
- Mutafukaz[6],[5]
- Le dernier prince de l'Atlantide[5]
- Royal Corgi[5]
- Playmobil, le film[5]
- Pokémon[7]
- Hopper et le Hamster des ténèbres